# Macrotrachela minuta
Macrotrachela minuta är en hjuldjursart som beskrevs av Schulte 1954. Macrotrachela minuta ingår i släktet Macrotrachela och familjen Philodinidae.

## Underarter
Arten delas in i följande underarter:
- M. m. minuta
- M. m. novella